# لاوتا
لاوتا (بالألمانية: Lauta) هي بلدة ألمانية تقع في ألمانيا في ساكسونيا.  يقدر عدد سكانها بـ 9,760 نسمة .

## معرض صور

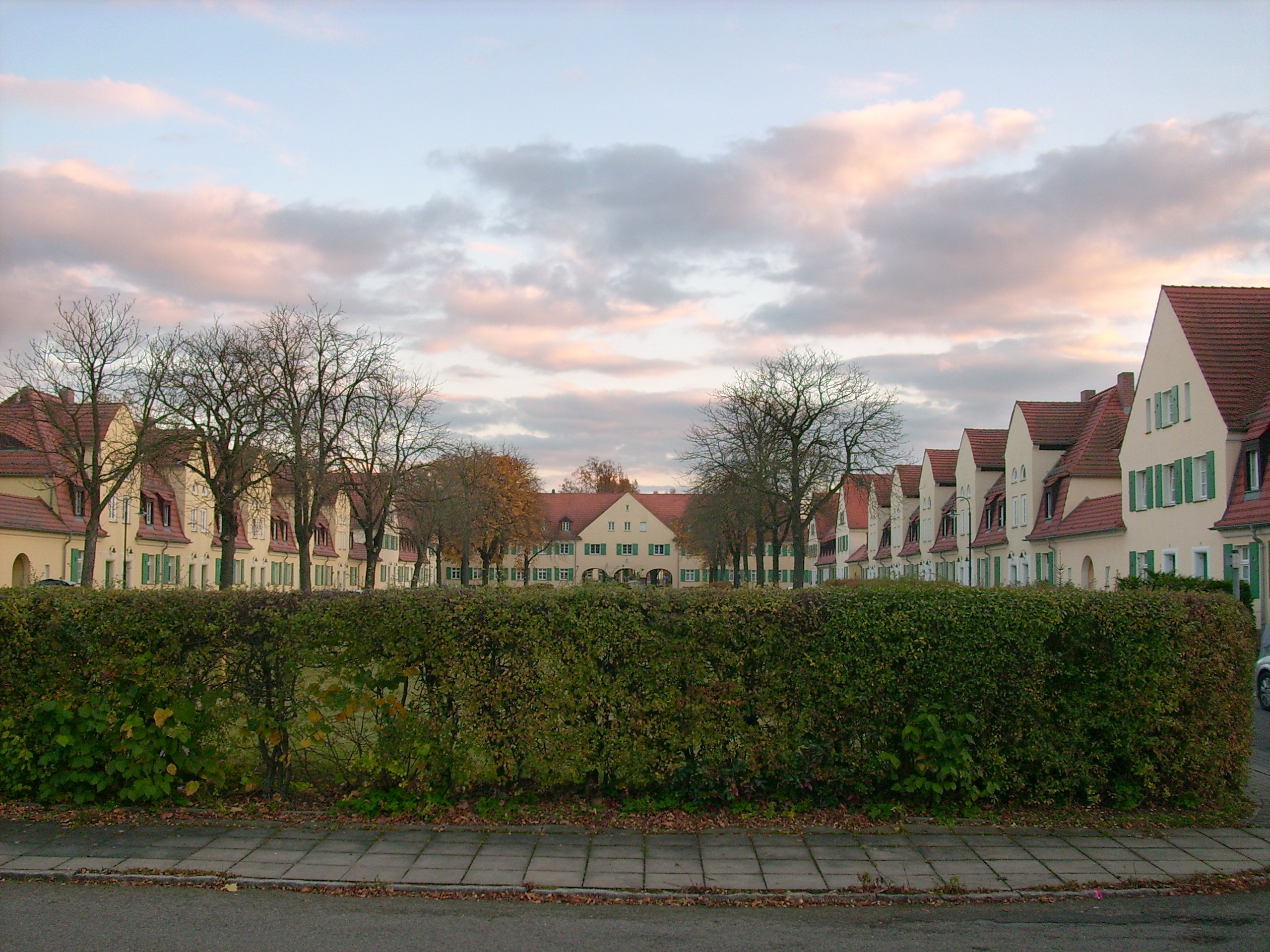
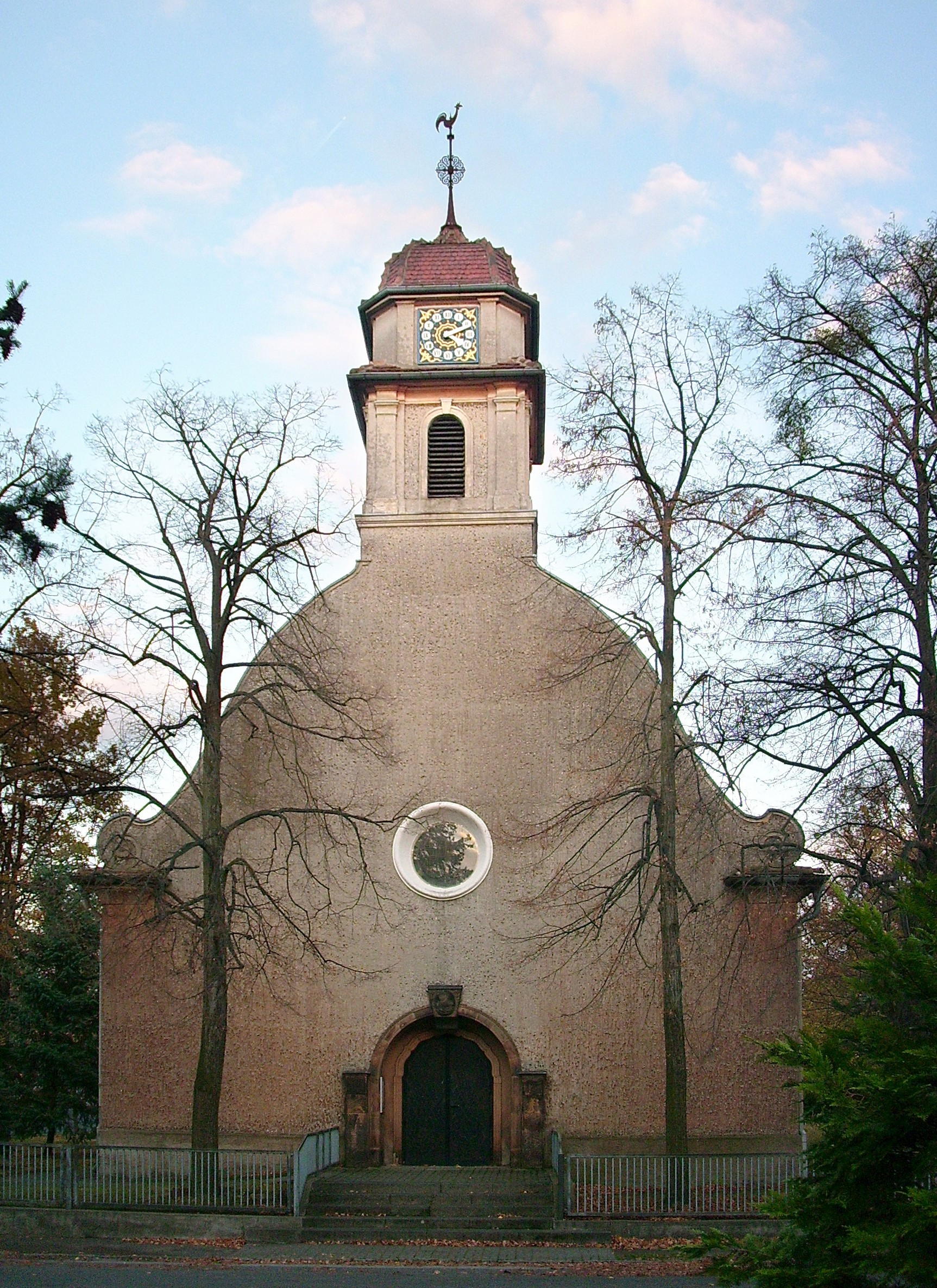
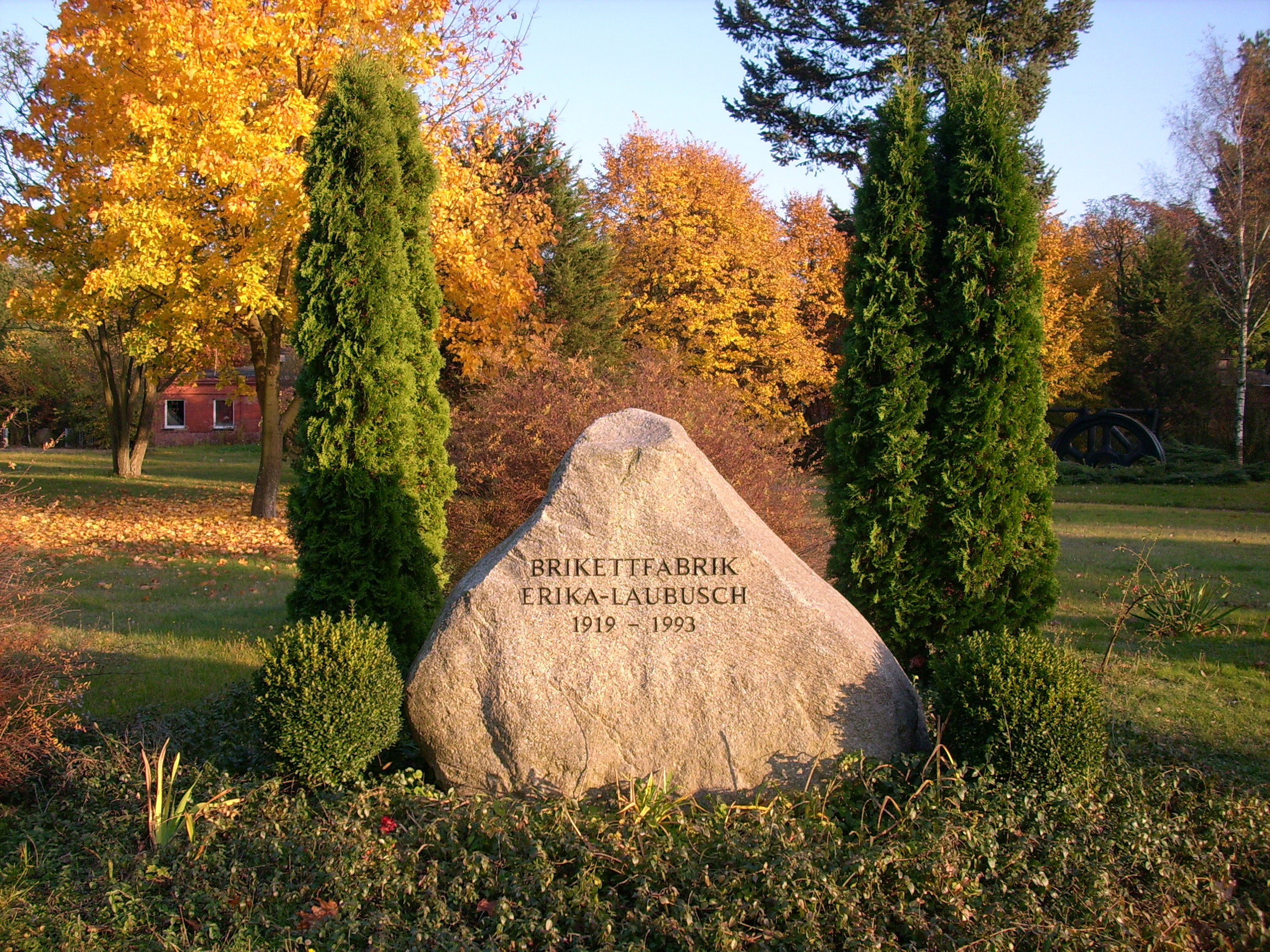
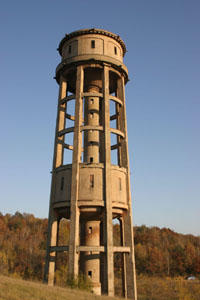